# اچ‌ام‌اس اسکورپیون (۱۹۱۰)
اچ‌ام‌اس اسکورپیون (۱۹۱۰) (به انگلیسی: HMS Scorpion (1910)) یک کشتی بود که طول آن ۲۷۵ فوت (۸۴ متر) بود. این کشتی در سال ۱۹۱۰ ساخته شد.